# 1%
《1%》是板野友美的第4張單曲。2013年6月12日由You, Be Cool!/KING RECORDS發售。

## 概要
與前作《給10年後的你》相隔約1年2個月發售的獨唱單曲。分為type-A、type-B、通常盤、劇場盤4種形式發售。PV內容是以紐約的夜景與4名男性跳舞。
这张单曲的四首第二B面曲包含了由板野友美亲自作词的三首歌曲，以及翻唱中森明菜的著名歌曲《少女A》。

## 收錄曲

### type-A
CD
1. 1% [4:06]
（作詞：秋元康、作曲：江上浩太郎、編曲：Mitsu.J）
  - Samantha Thavasa（日语：サマンサタバサ）『Samantha Vega♡板野友美』特别合作CM曲
2. For you,For me [4:15]
（作詞：秋元康、作曲・編曲：Carlos K.（日语：Carlos K.））
  - 『EMOBILE（日语：イー・モバイル） LTE』CM曲
3. 白黒 [4:34] 
（作詞：板野友美、作曲：SigN、編曲：S1CKONE）
4. 1% –Instrumental-
5. For you,For me –Instrumental-
6. 白黒 –Instrumental-

DVD
1. 1%　Music Video
导演是久保茂昭（日语：久保茂昭）
2. 1%　MV Making前編

特典（初回限定封入）
- 活动抽选券

### type-B
CD
1. 1%
2. For you,For me
3. Sister [4:12] 
（作詞：板野友美、作曲：鈴木まなか（日语：鈴木まなか）・佐川紘樹（日语：Hiroki Sagawa）、編曲：佐川紘樹）
4. 1% –Instrumental-
5. For you,For me –Instrumental-
6. Sister –Instrumental-

DVD
1. 1%　Music Video
2. 1%　MV Making後編

特典（初回限定封入）
- 活动抽选券

### 通常盤
CD
1. 1%
2. For you,For me
3. 8 years [5:13] 
（作詞：板野友美、作曲・編曲：佐川紘樹）
4. 1% –Instrumental-
5. For you,For me –Instrumental-
6. 8 years –Instrumental-

特典（初回限定封入）
- 板野友美全息贴纸

### 劇場盤
CD
1. 1%
2. For you,For me
3. 少女A [:] 
（作詞：売野雅勇、作曲：芹澤廣明（日语：芹澤廣明）、編曲：DJ Shinsuke）
4. 1% –Instrumental-
5. For you,For me –Instrumental-
6. 少女A –Instrumental-

## 发售活动
将要举办由粉丝参加的“板野友美1% Dance Trial 2013”，最终将有以下三种奖励各一组。
- A奖 : 出演板野友美下一张单曲、并有五十万日元奖金。
- B奖 : 在舞蹈方面杂志等登场
- C奖 : 获得板野友美亲笔签名的物品

同时、为购买CD的顾客如往常一样举行“CLUV Tomo. ～DANCE TRIAL 2013 Edition～”。且上述三组获奖者也将与板野友美一起出席此活动。
将从由Chara-ani限定发售的剧场盘中抽选2000名幸运者参加2013年7月27日在東京举办的『CLUV Tomo. ～DANCE TRIAL 2013 Edition～ 公開排练&击掌会』。
同时、还将从当日到场观众中抽取20人参加在个人小型演唱会『CLUV Tomo』之后的『CLUV Tomo. After Cruisin' Party』。

## 备注

## 外部連結
- KING RECORDS OFFICIAL SITE > 板野 友美（页面存档备份，存于）
- 1% Dance Trial 2013 特設网站